# Aphodius maderi
Aphodius maderi là một loài bọ cánh cứng trong họ Scarabaeidae. Loài này được Balthasar miêu tả khoa học năm 1938.